# Штаб-квартира «Яндекса»
Штаб-квартира Яндекса представляет собой 7-этажное здание в Москве по адресу улица Льва Толстого, дом 16. Одно из 12 отделений «Яндекса» в России.

## Общая информация
В новый центральный офис на улице Льва Толстого компания полностью переехала в 2010 году, хотя информация о грядущем переезде просочилась в СМИ ещё в 2008 году. Первоначально компания планировала занять помещения в офисном центре «Легион II», расположенном в Замоскворечье, однако владелец последнего расторг договор.
Офис на улице Льва Толстого находится на бывшей территории фабрики «Красная Роза», до революции принадлежавшей акционерному обществу К. О. Жиро Сыновья.
Общее число работающих в офисе сотрудников — более тысячи. Переезд в новое здание проходил постепенно.
Во дворе находятся «кони Яндекса» — разукрашенные статуи лошадей, перевезённые ещё из старого офиса.
Дизайн внутреннего убранства проектировала архитектурная компания Atrium в течение пяти лет. Общая площадь помещений — 15,8 тыс. м2 (не считая столовых, лестничных площадок и лифтовых групп).
Каждый этаж имеет своё индивидуальное цветовое оформление. Верхний этаж отведён для руководства и топ-менеджмента, первый занят столовой. Рабочие столы на остальных этажах расположены по застеклённому периметру, а конференц-залы, комнаты отдыха, переговорные и уборные располагаются на продольной оси в центре здания. С целью воссоздания атмосферы домашнего уюта добавлены занавески, напольные лампы и ковры.
Повсюду доступна сеть Wi-Fi. Сотрудникам разрешено работать в любой точке офиса, не только за рабочим столом. Есть 55 переговорных, причём каждая из них имеет название, включающее номер этажа и некое ассоциативное дополнение: 7.Небо, 6.Палата, 5.Колесо, 3.Танкиста, 2.Ствола (при этом названия произносятся как «Седьмое небо», «Шестая палата», «Пятое колесо», «Три танкиста», «Два ствола»).
Всякий посторонний посетитель «Яндекса» получает бейдж «Я.Гость» / «Гость. Я».
Установлена капиллярная система охлаждения воздуха. Используется вертикальное озеленение с автоматической системой полива.
В распоряжении сотрудников игровые комнаты (теннис, бильярд, тренажёры) и музыкальная комната.

## События
- Центральная штаб-квартира «Яндекса» завоевала награду Best Office Awards 2011 в номинации «Бренд и имидж»[7][8].
- В сентябре 2012 года сотрудники компании были эвакуированы в связи с пожаром в соседнем здании[9].
- В октябре 2012 года штаб-квартиру «Яндекса» посетил Марк Цукерберг[10].
- В декабре 2012 года офис «Яндекса» посетил Дмитрий Медведев[11].
- 19 февраля 2016 года «Яндекс» объявил о том, что покупает бизнес-центр «Красная роза», в котором находится его штаб-квартира. Сумма сделки составила около 668 млн долларов США[12].
- В сентябре 2017 года центральный офис «Яндекса» посетил Владимир Путин[13].

## Новая штаб-квартира
В июле 2020 года был представлен проект новой штаб-квартиры компании, здание которой планируется расположить в Москве, на месте гостиницы «Корстон», которая располагалась по адресу улица Косыгина, 15, на Воробьёвых горах.. Строительство началось летом 2021 года с закладки фундамента, сразу после ликвидации последствий сноса старой гостиницы.
В декабре 2022 года новая штаб-квартира получила адрес улица Академика Зельдовича, 1.
- Медиафайлы по теме Новая штаб-квартира Яндекса на Викискладе